# رئيس أوغندا
رئيس أوغندا هو المنصب الأعلى في جمهورية أوغندا منذ استقلالها عن بريطانيا عام 1962.

## ملكية الكومنولث (1962–1963)
| No. | الصورة | الاسم (الميلاد–الوفاة)       | الفترة        | الفترة        | الفترة    | العائلة    | رئيس الوزراء ‏ |
| No. | الصورة | الاسم (الميلاد–الوفاة)       | استلم المنصب  | ترك المنصب    | المدة     | العائلة    | رئيس الوزراء ‏ |
| --- | ------ | ---------------------------- | ------------- | ------------- | --------- | ---------- | ------------- |
| 1   |        | إليزابيث الثانية (1926–2022) | 9 أكتوبر 1962 | 9 أكتوبر 1963 | سنة واحدة | بيت وندسور | ميلتون أوبوتي |

### الحاكم العام
| No. | الصورة | الاسم (الميلاد–الوفاة) | الفترة        | الفترة        | الفترة    | العاهل           | رئيس الوزراء ‏ |
| No. | الصورة | الاسم (الميلاد–الوفاة) | استلم المنصب  | ترك المنصب    | المدة     | العاهل           | رئيس الوزراء ‏ |
| --- | ------ | ---------------------- | ------------- | ------------- | --------- | ---------------- | ------------- |
| 1   |        | والتر كوتس (1912–1988) | 9 أكتوبر 1962 | 9 أكتوبر 1963 | سنة واحدة | إليزابيث الثانية | ميلتون أوبوتي |

## الملكية الدستورية (1963–1966)
استبدل العاهل البريطاني في الرئاسة الشرفية للدولة بموجب دستور عام 1963 بملك منتخب يلقب رئيس. ينتخب البرلمان الرئيس لمدة 5 سنوات من بين ملوك الممالك الخمس في أوغندا ورؤساء المقاطعات الدستورية. يشغل نائب الرئيس منصب الرئيس بالنيابة في حالة شغور المنصب.
| No. | الصورة | الاسم (الميلاد–الوفاة)               | الفترة        | الفترة                       | الفترة            | العائلة      | رئيس الوزراء ‏ |
| No. | الصورة | الاسم (الميلاد–الوفاة)               | استلم المنصب  | ترك المنصب                   | المدة             | العائلة      | رئيس الوزراء ‏ |
| --- | ------ | ------------------------------------ | ------------- | ---------------------------- | ----------------- | ------------ | ------------- |
| 1   |        | موتيسه الثاني ملك بوغندا (1924–1969) | 9 أكتوبر 1963 | 2 مارس 1966 (خلع في انقلاب ‏) | 2 سنوات و144 أيام | Abalasangeye | ميلتون أوبوتي |

## الجمهورية (1966–الآن)
| No. | الصورة        | الاسم (الميلاد–الوفاة)            | الانتخابات                       | الفترة                                | الفترة                                        | الفترة             | الحزب السياسي         | رئيس الوزراء ‏                                                          |
| No. | الصورة        | الاسم (الميلاد–الوفاة)            | الانتخابات                       | استلم المنصب                          | ترك المنصب                                    | المدة              | الحزب السياسي         | رئيس الوزراء ‏                                                          |
| --- | ------------- | --------------------------------- | -------------------------------- | ------------------------------------- | --------------------------------------------- | ------------------ | --------------------- | ---------------------------------------------------------------------- |
| 2   |               | ميلتون أوبوتي (1925–2005)         | —                                | 2 مارس 1966                           | 15 أبريل 1966                                 | 44 أيام            | UPC                   | هو نفسه                                                                |
| 2   | 15 أبريل 1966 | ميلتون أوبوتي (1925–2005)         | —                                | 25 يناير 1971 (انقلاب 1971 في أوغندا) | 4 سنوات و285 أيام                             | ألغي المنصب        | UPC                   |                                                                        |
| 3   |               | عيدي أمين (1928–2003)             | —                                | 25 يناير 1971                         | 11 أبريل 1979 (سقوط كامبالا)                  | ألغي المنصب        | 8 سنوات و76 أيام      | Uganda Army                                                            |
| 4   |               | يوسف ولي (1912–1985)              | —                                | 13 أبريل 1979                         | 20 يونيو 1979 (خلع في انقلاب)                 | ألغي المنصب        | 68 أيام               | مستقل (UNLF)                                                           |
| 5   |               | جودفري بينايسا (1920–2010)        | —                                | 20 يونيو 1979                         | 12 مايو 1980 (خلع في انقلاب)                  | ألغي المنصب        | 327 أيام              | UPC (UNLF)                                                             |
| 6   |               | باولو مووانغا (1924–1991)         | —                                | 12 مايو 1980                          | 22 مايو 1980 (استقال)                         | ألغي المنصب        | 10 أيام               | UPC (UNLF)                                                             |
| —   |               | Presidential Commission           | —                                | 22 مايو 1980                          | 15 ديسمبر 1980                                | ألغي المنصب        | 207 أيام              | —                                                                      |
| (2) |               | ميلتون أوبوتي (1925–2005)         | 1980                             | 17 ديسمبر 1980                        | 27 يوليو 1985 (خلع في انقلاب ‏)                | 4 سنوات و222 أيام  | UPC                   | Allimadi                                                               |
| 7   |               | بازيليو أولارا أوكيلو (1929–1990) | —                                | 27 يوليو 1985                         | 29 يوليو 1985 (استقال)                        | 2 أيام             | UNLF                  | المنصب شاغر                                                            |
| 8   |               | تيتو أوكيلو (1914–1996)           | —                                | 29 يوليو 1985                         | 26 يناير 1986 (Deposed in a civil war by NRM) | 181 أيام           | UNLF                  | باولو مووانغا Waligo                                                   |
| 9   |               | يوويري موسيفيني (مواليد 1944)     | 1996 ‏ 2001 ‏ 2006 ‏ 2011 2016 2021 | 26 يناير 1986                         | في المنصب                                     | 39 سنوات و109 أيام | حركة المقاومة الوطنية | Kisekka Adyebo Musoke Nsibambi Mbabazi روهاكانا روكوندا ‏ روبينا نبانجا |